# Гнильно
Гнильно (рос. Гнильно) — присілок в Псковському районі Псковської області Російської Федерації.
Населення становить 11 осіб. Входить до складу муніципального утворення Карамишевська волость.

## Історія
Від 2015 року входить до складу муніципального утворення Карамишевська волость.

## Населення
| 2001 | 2002 | 2010 |
| ---- | ---- | ---- |
| 11   | ↘3   | ↗11  |